# Aplocera dissoluta
Aplocera dissoluta är en fjärilsart som beskrevs av Dan. 1927. Aplocera dissoluta ingår i släktet Aplocera och familjen mätare. Inga underarter finns listade i Catalogue of Life.